# Jekatěrina Alexandrovová
Jekatěrina Alexandrovová (rusky Eкатерина Евгеньевна Александрова, Jekatěrina Jevgeněvna Alexandrova, * 15. listopadu 1994 Čeljabinsk) je ruská profesionální tenistka. Ve své dosavadní kariéře na okruhu WTA Tour vyhrála pět singlových a jeden deblový turnaj. V sérii WTA 125 triumfovala třikrát na Open de Limoges. V rámci okruhu ITF získala sedm titulů ve dvouhře.
Na žebříčku WTA byla ve dvouhře nejvýše klasifikována v dubnu 2024 na 15. místě a ve čtyřhře v srpnu 2025 na 45. místě. Trénuje ji její otec Jevgenij Alexandrov, dříve tuto roli plnil Vojtěch Flégl.
V ruském týmu Billie Jean King Cupu debutovala v roce 2020 zápasem kvalifikačního kola proti Rumunsku, v němž porazila se Elenu-Gabrielu Ruseovou. Rusky zvítězily 3:2 na zápasy a postoupily na finálový turnaj. Do roku 2026 v soutěži nastoupila ke dvěma mezistátním utkáním s bilancí 2–1 ve dvouhře.

## Tenisová kariéra
V rámci hlavních soutěží událostí okruhu ITF debutovala v březnu 2011, když na turnaji v Amiens s dotací 10 tisíc dolarů postoupila z kvalifikace. V úvodním kole podlehla Francouzce Jessice Ginierové až v tiebreaku rozhodující sady. Premiérový singlový titul v této úrovni tenisu vybojovala v únoru 2013 na turnaji v Kreuzlingenu s rozpočtem deset tisíc dolarů. Ve finále přehrála Švýcarku Timeu Bacsinszkou.
Na singlovém okruhu WTA Tour debutovala na antukovém Gastein Ladies 2014. Na úvod kvalifikace podlehla desáté nasazené Kanaďance Gabriele Dabrowské ve třech setech. Hlavní soutěž si poprvé zahrála na halovém Katowice Open 2016, kde prošla kvalifikačním sítem. Prvním vyhraným zápasem na okruhu se stalo katovické vítězství nad Klárou Koukalovou, aby ve druhém kole skončila na raketě pozdější italské finalistky Camily Giorgiové. Do dvouhry turnaje z kategorie Premier debutově zasáhla na antukovém Volvo Car Open 2017, kde ji vyřadila bývalá světová jednička Jelena Jankovićová ze Srbska.

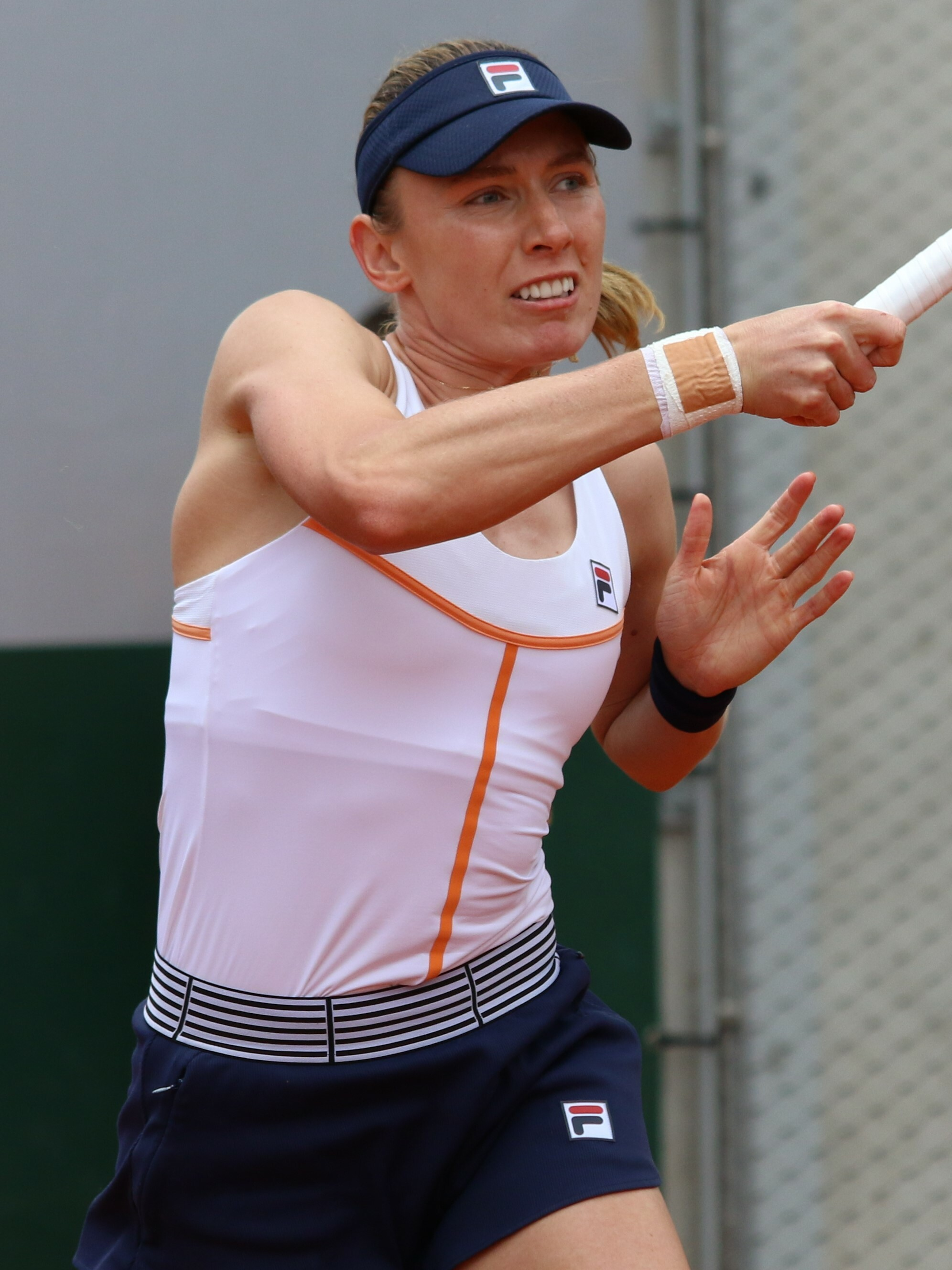
Forhend na French Open 2022

Premiérové finále v sérii WTA 125 odehrála na listopadovém Open de Limoges 2016, když v semifinále přehrála turnajovou dvojku Alizé Cornetovou a ve finále pak favorizovanou nejvýše nasazenou Caroline Garciaovou po dvousetovém průběhu.
Debut v hlavní soutěži nejvyšší grandslamové kategorie zaznamenala ve ženském singlu Wimbledonu 2016. V tříkolové kvalifikaci postupně vyřadila Tunisanku Ons Džabúrovou, Lichtenštejnku Stephanii Vogtovou a Britku Harriet Dartovou po dramatickém závěru až 13:11 v tiebreaku závěrečného setu. V úvodním kole dvouhry pak zdolala srbskou dvacátou třetí nasazenou Anu Ivanovićovou, aby poté skončila na raketě Němky Anny-Leny Friedsamové. Druhé kolo si zahrála také na French Open 2017 po výhře nad Češkou s ruskými kořeny Kateřinou Siniakovou. Při třísetovém průběhu pak nenašla recept na třetí hráčku žebříčku Karolínu Plíškovou.
Členku elitní světové desítky poprvé porazila na Korea Open 2018, kde ve druhém kole vyřadila desátou hráčku žebříčku Jeļenu Ostapenkovou. Z pozice 122. ženy v klasifikaci WTA však ve čtvrtfinále podlehla Sie Šu-wej. Premiérovou trofej na okruhu WTA Tour vybojovala ve čtyřhře halového Hungarian Ladies Open 2019, kde s krajankou Věrou Zvonarevovou ve finále zdolaly maďarsko-britské turnajové trojky Fanny Stollárovou a Heather Watsonovou. První titul ve dvouhře získala na Shenzhen Open 2020 z kategorie WTA International, když ve finále porazila Jelenu Rybakinovou z Kazachstánu.

## Soukromý život
Narodila se v listopadu 1994 v uralském Čeljabinsku do rodiny Jevgenije a Julie Alexandrovových. Tenis začala hrát v šesti letech. Poté, co v jedenácti letech odehrála turnaj žákyň v Česku, emigrovala celá rodina ještě v roce 2006 do České republiky kvůli lepší kvalitě života a podmínkám pro tenis. Trénovat začala na dvorcích Spojů Praha pod vedením kouče Petra Kralerta, který je doposud jejím trenérem. S rodinou žije v Říčanech u Prahy. K možnosti získání českého občanství, o které mohla po deseti letech pobytu v zemi v roce 2017 požádat, uvedla v květnu toho roku: „Hrát za Česko? Proč ne. Přemýšlím o tom, ale zatím jsem pro občanství neudělala skoro nic.“
Mimo rodné ruštiny hovoří také anglicky a česky.

## Finále na okruhu WTA Tour
| Legenda                                      |
| -------------------------------------------- |
| D – dvouhra; Č – čtyřhra                     |
| Grand Slam (0)                               |
| Turnaj mistryň (0)                           |
| Premier Mandatory & Premier 5 / WTA 1000 (0) |
| Premier / WTA 500 (1–2 D; 0–1 Č)             |
| International / WTA 250 (4–2 D; 1–0 Č)       |

### Dvouhra: 9 (5–4)
| Stav       | č. | datum           | turnaj                           | kategorie     | povrch    | soupeřka ve finále       | výsledek           |
| ---------- | -- | --------------- | -------------------------------- | ------------- | --------- | ------------------------ | ------------------ |
| Finalistka | 1. | 14. října 2018  | Linec, Rakousko                  | International | tvrdý (h) | Camila Giorgiová         | 3–6, 1–6           |
| Vítězka    | 1. | 11. ledna 2020  | Šen-čen, Čína                    | International | tvrdý     | Jelena Rybakinová        | 6–2, 6–4           |
| Finalistka | 2. | 24. října 2021  | Moskva, Rusko                    | WTA 500       | tvrdý (h) | Anett Kontaveitová       | 6–4, 4–6, 5–7      |
| Vítězka    | 2. | 12. června 2022 | 's-Hertogenbosch, Nizozemsko     | WTA 250       | tráva     | Aryna Sabalenková        | 7–5, 6–0           |
| Vítězka    | 3. | 25. září 2022   | Soul, Jižní Korea                | WTA 250       | tvrdý     | Jeļena Ostapenková       | 7–6(7–4), 6–0      |
| Vítězka    | 4. | 18. června 2023 | 's-Hertogenbosch, Nizozemsko (2) | WTA 250       | tráva     | Veronika Kuděrmetovová   | 4–6, 6–4, 7–6(7–3) |
| Finalistka | 3. | 26. srpna 2023  | Cleveland, Spojené státy         | WTA 250       | tvrdý     | Sara Sorribesová Tormová | 6–3, 4–6, 4–6      |
| Finalistka | 4. | 4. února 2024   | Linec, Rakousko                  | WTA 500       | tvrdý (h) | Jeļena Ostapenková       | 2–6, 3–6           |
| Vítězka    | 5. | 2. února 2025   | Linec, Rakousko                  | WTA 500       | tvrdý (h) | Dajana Jastremská        | 6–2, 3–6, 7–5      |

### Čtyřhra: 1 (1–1)
| Stav       | č. | datum          | turnaj             | kateogorie    | povrch     | spoluhráčka      | soupeřky ve finále                   | výsledek         |
| ---------- | -- | -------------- | ------------------ | ------------- | ---------- | ---------------- | ------------------------------------ | ---------------- |
| Vítězka    | 1. | 24. února 2019 | Budapešť, Maďarsko | International | tvrdý (h)  | Věra Zvonarevová | Fanny Stollárová Heather Watsonová   | 6–4, 4–6, [10–7] |
| Finalistka | 1. | 20. dubna 2025 | Stuttgart, Německo | WTA 500       | antuka (h) | Čang Šuaj        | Gabriela Dabrowská Erin Routliffeová | 3–6, 3–6         |

## Finále série WTA 125
| Legenda                  |
| ------------------------ |
| D – dvouhra; Č – čtyřhra |
| WTA 125 (3–0 D; 0–1 Č)   |

### Dvouhra: 3 (3–0)
| Stav    | č. | datum              | turnaj               | povrch    | soupeřka ve finále      | výsledek |
| ------- | -- | ------------------ | -------------------- | --------- | ----------------------- | -------- |
| Vítězka | 1. | 20. listopadu 2016 | Limoges, Francie     | tvrdý (h) | Caroline Garciaová      | 6–4, 6–0 |
| Vítězka | 2. | 11. listopadu 2018 | Limoges, Francie (2) | tvrdý (h) | Jevgenija Rodinová      | 6–2, 6–2 |
| Vítězka | 3. | 22. prosince 2019  | Limoges, Francie (3) | tvrdý (h) | Aljaksandra Sasnovičová | 6–1, 6–3 |

### Čtyřhra: 1 (0–1)
| Stav       | č. | datum             | turnaj           | povrch    | spoluhráčka         | soupeřky ve finále                             | výsledek      |
| ---------- | -- | ----------------- | ---------------- | --------- | ------------------- | ---------------------------------------------- | ------------- |
| Finalistka | 1. | 22. prosince 2019 | Limoges, Francie | tvrdý (h) | Oxana Kalašnikovová | Georgina García Pérezová Sara Sorribes Tormová | 2–6, 6–7(3–7) |

## Finále na okruhu ITF
| Dotace turnajů okruhu ITF | Dotace turnajů okruhu ITF |
| ------------------------- | ------------------------- |
| 100 000 $ tournaments     | 80 000 $ tournaments      |
| 75 000 $ tournaments      | 60 000 $ tournaments      |
| 50 000 $ tournaments      | 25 000 $ tournaments      |
| 15 000 $ tournaments      | 10 000 $ tournaments      |

### Dvouhra: 15 (7–8)
| Stav       | č. | datum              | turnaj                     | povrch      | soupeřka ve finále     | výsledek           |
| ---------- | -- | ------------------ | -------------------------- | ----------- | ---------------------- | ------------------ |
| Finalistka | 1. | 21. ledna 2013     | Kaarst, Německo            | koberec (h) | Julia Kimmelmannová    | 3–6, 2–6           |
| Vítězka    | 1. | 18. února 2013     | Kreuzlingen, Švýcarsko     | koberec (h) | Timea Bacsinszká       | 6–4, 6–3           |
| Finalistka | 2. | 1. července 2013   | Přerov, Česko              | antuka      | Réka Luca Janiová      | 2–6, 6–7(4–7)      |
| Vítězka    | 2. | 23. září 2013      | Praha, Česko               | antuka      | Lenka Juríková         | 6–3, 3–6, 6–2      |
| Vítězka    | 3. | 2. prosince 2013   | Vendryně, Česko            | tvrdý (h)   | Kateřina Vaňková       | 5–7, 7–6(7–0), 6–1 |
| Vítězka    | 4. | 28. dubna 2014     | Wiesbaden, Německo         | antuka      | Tamira Paszeková       | 7–6(7–4), 4–6, 6–3 |
| Finalistka | 3. | 15. listopadu 2014 | Minsk, Bělorusko           | tvrdý (h)   | Ana Vrljićová          | 6–3, 4–6, 6–7(7–9) |
| Finalistka | 4. | 15. června 2015    | Přerov, Česko              | antuka      | Markéta Vondroušová    | 1–6, 4–6           |
| Finalistka | 5. | 30. srpna 2015     | Braunschweig, Německo      | antuka      | Jil Teichmannová       | 3–6, 3–6           |
| Vítězka    | 5. | 14. února 2016     | Trnava, Slovensko          | tvrdý (h)   | Karolína Muchová       | 6–1, 6–3           |
| Finalistka | 6. | 15. května 2016    | Győr, Maďarsko             | antuka      | Tamara Zidanšeková     | 4–6, 4–6           |
| Finalistka | 7. | 17. července 2016  | Olomouc, Česko             | antuka      | Jelizaveta Kuličkovová | 6–4, 2–6, 1–6      |
| Vítězka    | 6. | 19. března 2017    | Šen-čen, ČLR               | tvrdý       | Aryna Sabalenková      | 6–2, 7–5           |
| Vítězka    | 7. | 27. března 2017    | Croissy-Beaubourg, Francie | tvrdý (h)   | Richèl Hogenkampová    | 6–2, 6–7(3–7), 6–3 |
| Finalistka | 8. | 15. června 2018    | Budapešť, Maďarsko         | antuka      | Viktória Kužmová       | 3–6, 6–4, 1–6      |

## Finále soutěží družstev: 1 (1–0)
| Stav  | Č. | Datum             | Soutěž                            | Povrch    | Spoluhráčky                                                                              | Soupeřky                                                                   | Výsledek |
| ----- | -- | ----------------- | --------------------------------- | --------- | ---------------------------------------------------------------------------------------- | -------------------------------------------------------------------------- | -------- |
| Vítěz | 1. | 6. listopadu 2021 | Billie Jean King Cup Praha, Česko | tvrdý (h) | Anastasija Pavljučenkovová Darja Kasatkinová Veronika Kuděrmetovová Ljudmila Samsonovová | Belinda Bencicová Jil Teichmannová Viktorija Golubicová Stefanie Vögeleová | 2–0      |

## Postavení na konečném žebříčku WTA

### Dvouhra
| Rok    | 2012 | 2013   | 2014   | 2015   | 2016   | 2017  | 2018  | 2019  | 2020  | 2021  | 2022  | 2023  | 2024  |
| Pořadí | 772. | ▲ 410. | ▲ 256. | ▼ 269. | ▲ 133. | ▲ 73. | ▼ 93. | ▲ 35. | ▲ 33. | ▬ 33. | ▲ 19. | ▼ 21. | ▼ 28. |

### Čtyřhra
| Rok    | 2012 | 2013 | 2014 | 2015 | 2016 | 2017 | 2018 | 2019  | 2020   | 2021   | 2022  | 2023  | 2024  |
| Pořadí | —    | —    | 986. | —    | —    | —    | 427. | ▲ 99. | ▼ 101. | ▼ 143. | ▲ 69. | ▲ 60. | ▲ 59. |